# Music Industry Award voor Solo vrouw
De Music Industry Award voor Solo vrouw is een prijs die vanaf 2008 uitgereikt wordt tijdens de Vlaamse Music Industry Awards (MIA's). De winnaar wordt bepaald door een publieke voting via de officiële site.
Een overzicht van de winnaars:

## Winnaars
| Jaar | Winnaar         | Genomineerden                                       |
| ---- | --------------- | --------------------------------------------------- |
| 2008 | Lady Linn       | - Natalia - Kate Ryan - Sandrine                    |
| 2009 | Lady Linn       | - Natalia - Eva De Roovere - Axelle Red             |
| 2010 | Selah Sue       | - Annagrace - Natalia - Trixie Whitley              |
| 2011 | Selah Sue       | - Geike Arnaert - Axelle Red - Kato                 |
| 2012 | Selah Sue       | - Natalia - Sarah Ferri - Renée                     |
| 2013 | Trixie Whitley  | - Axelle Red - Coely - Natalia                      |
| 2014 | Selah Sue       | - Hannelore Bedert - Lady Linn - Natalia            |
| 2015 | Selah Sue       | - Chantal Acda - Slongs Dievanongs - Trixie Whitley |
| 2016 | Emma Bale       | - Coely - Trixie Whitley - Melanie De Biasio        |
| 2017 | Coely           | - Isabelle A - Laura Tesoro - Melanie De Biasio     |
| 2018 | Angèle          | - Axelle Red - Coely - Emma Bale                    |
| 2019 | Angèle          | - Laura Tesoro - Geike Arnaert - Trixie Whitley     |
| 2021 | Angèle          | - Camille - Meskerem Mees - Sylvie Kreusch          |
| 2022 | Pommelien Thijs | - Angèle - Camille - Sylvie Kreusch                 |

## Artiesten met meerdere awards
5× gewonnen
- Selah Sue

3× gewonnen
- Angèle

2× gewonnen
- Lady Linn

## Artiesten met meerdere nominaties
6 nominaties
- Natalia

5 nominaties
- Selah Sue
- Trixie Whitley

4 nominaties
- Angèle
- Axelle Red
- Coely

3 nominaties
- Lady Linn

2 nominaties
- Camille
- Emma Bale
- Geike
- Laura Tesoro
- Melanie De Biasio
- Sylvie Kreusch

Edities: 2007 · 2008 · 2009 · 2010 · 2011 · 2012 · 2013 · 2014 · 2015 · 2016 · 2017 · 2018 · 2019 · 2020 · 2021 · 2022 · 2023  · 2024

 Prijzen: Beste album · Hit van het jaar · Pop · Solo man 
· Solo vrouw · Doorbraak